# Segmento de rede
Um segmento de rede é uma porção de uma rede de computadores. A natureza e extensão de um segmento depende da natureza da rede e do dispositivo ou dispositivos utilizados para interligar as estações terminais. Esta pode ser muitas por meios de interligação de dois routers 

## Ethernet
De acordo com as definições dos padrões IEEE para Ethernet, um segmento de rede é uma conexão elétrica entre dispositivos interligados em rede.
Nas variedades Ethernet 10BASE5 e 10BASE2 originais, um segmento corresponderia, portanto, a um único cabo coaxial e quaisquer dispositivos ligados a ele. Neste ponto na evolução da Ethernet, vários segmentos de rede poderiam ser conectados com repetidores (de acordo com a regra 5-4-3) para formar um domínio de colisão maior.
Pela definição IEEE, no moderno Ethernet de par trançado, um segmento de rede corresponderia à conexão individual entre a estação final e o equipamento de rede (ou seja, repetidor, hub ou switch) ou as conexões entre pedaços diferentes de equipamento de rede.
Apesar de que a definição acima indicaria que, através da utilização de repetidores ou hubs, é possível ter vários segmentos de rede dentro de um domínio de colisão, o termo é por vezes usado como sinônimo de domínio de colisão.

## Token ring
Todas as estações terminais conectadas à mesma unidade de acesso à mídia para token ring fazem parte do mesmo segmento de rede.

## Token bus
Todas as estações terminais conectadas a um mesma token bus fazem parte do mesmo segmento de rede.

## Outras utilizações
- O termo segmento de rede é por vezes utilizado para se referir à parte de uma rede de computadores em que os computadores podem acessar um ao outro usando um protocolo da camada de enlace de dados (por exemplo, Ethernet, esta seria a capacidade de enviar um pacote Ethernet para outras pessoas usando o seus endereços MAC). Neste caso, é sinônimo de domínio de broadcast.
- Ocasionalmente, o termo refere-se a uma sub-rede.[4]
- É também aplicado a um espaço de linguagem dentro da Internet, tais como Runet ou Kaznet.